# 岡部牧夫
岡部 牧夫（おかべ まきお、1941年8月8日 - 2010年12月6日）は、日本の文筆家、歴史学者。

## 略歴
東京市渋谷区代々木生まれ。本名・岡部 長興（おかべ ながおき）。太平洋戦争中は新潟県小出に疎開し、戦後は神奈川県で母方の祖父・岩崎輝弥が経営していた子安農園に住んだ。森村学園小学校、成蹊中学、成蹊高校から1965年に成蹊大学政治経済学部卒業。中学・高校教員、雑誌『アルプ』編集委員を経て、1971年に長野県諏訪郡富士見町へ移住し、自然や環境についての文筆活動を行った。さらに、高校時代の恩師である荒井信一に誘われたのがきっかけで、日本近現代史研究、特に植民地支配や天皇制についての研究を進めた。1993年から串田孫一らとともに財団法人自然保護助成基金の評議員を務めた。2010年12月6日、学会帰りの高速バス内で脳梗塞のため急死（69歳）。遺体は信州大学病院へ献体された。また、彼が所蔵していた日本とアジア諸国の近現代史関連の資料約3800点は、国際日本文化研究センターに寄贈されている。

## 家族
- 父の岡部長章は昭和天皇の侍従で、戦後は京都外国語大学教授[3]。1990年に『ある侍従の回想記　 激動時代の昭和天皇』を朝日ソノラマから刊行した。母の妙子は岩崎輝弥の長女[4][5][3]。岩崎輝弥は三菱財閥の二代目総帥岩崎弥之助の三男[4][5]。
- 伯父の岡部長景は東條英機内閣の文部大臣で、戦後は東京国立近代美術館館長[4][5][3]。伯父の村山長挙は朝日新聞社社長・社主[6]。
- 祖父の岡部長職は岸和田藩最後の藩主で子爵[4][5][6]。東京府知事、司法大臣、枢密顧問官を歴任し、南満州鉄道株式会社設立委員の一人でもあった。祖母の坻子は前田斉泰の娘で、継室として岡部家に嫁いだ。

## 著書
- 『木曽路と伊那』実業之日本社 ブルー・ガイドブック 1971
- 『美ガ原・霧ガ峰・蓼科』実業之日本社 ブルー・ガイドブック 1974
- 『ごろすけ荘のできるまで』評論社 児童図書館・文学の部屋 1976
- 『満州国』三省堂選書 1978　講談社学術文庫、2007
- 『道ばたの四季』高橋清絵 福音館書店 かがくのほん 1984
- 『日本 めぐるきせつかわるけしき』高橋清絵 福音館書店 かがくのほん 1987
- 『出処進退について 昭和史省察』みすず書房 1989
- 『人間は自然を守れるか』三一書房 1989
- 『地球環境をめぐる旅』三一書房 1992
- 『十五年戦争史論 原因と結果と責任と』 青木書店 1999
- 『海を渡った日本人』山川出版社 日本史リブレット 2002
- 『生涯学生・一生青春 岡部牧夫1941～2010』塩谷マキ編 アテネ社 2011
- 「センス　オブ　ワンダー――　レイチェル　カーソンの贈り物」　POSTCARD BOOK　平凡社　写真＊森本大二郎、エッセイ：上遠恵子　文　岡部牧夫　2001
- 「ソフィーの世界」東京コデックスCD-ROM/FUMI 1998 翻訳

### 編共著
- 『渓谷 こころの旅』編 大和書房 1968
- 『高原 こころの旅』編 大和書房 1968
- 『峠 こころの旅』編 大和書房 1968
- 『名作の山』角川書店 エーデルワイス・シリーズ 1968
- 『人が野山を歩くとき』（野外への扉）岩間雅久共著 評論社 1981
- 「山のABC」 串田孫一編 創文社 1969
- 「山野草の料理とアレンジメント」 共著者：平井小糸他3名 学習研究社 1989
- 「新版 邂逅の山」手塚宗求著 分担執筆「解説 山小屋の文人」平凡社 2002
- 「山の仲間たち」池内紀編 分担執筆「猫楊小屋由来」幻戯書房 2005
- 『華族財産関係資料』小田部雄次共編 不二出版 1986
- 『十五年戦争極秘資料集 第4集 満州事変における憲兵隊の行動に関する資料』編 不二出版 1987
- 『満州移民関係資料集成 解説』編著 不二出版 1990
- 『十五年戦争極秘資料集 第26集 初期の満州国軍に関する資料』編 不二出版 1992
- 『展望日本歴史 20 帝国主義と植民地』柳沢遊共編 東京堂出版 2001
- 『南満洲鉄道会社の研究』編 日本経済評論社 2008
- 『中国侵略の証言者たち 「認罪」の記録を読む』荻野富士夫,吉田裕共編 岩波新書 2010
- 『日本植民地研究の現状と課題』 日本植民地研究会 岡部牧夫 他7名編 アテネ社 2008
- 『中国20世紀史』 姫田光義他編 東京大学出版会 1993
- 「侵略の証言ｰ中国における日本人自筆供述書」 岩波書店 1999
- 「日本近代史の虚像と実像」3と4。藤原彰 他編 大月書店 1989
- 「太平洋戦争史3」分担執筆 「満州国ｰ中国占領地における経済支配の強化」青木書店 1972
- 「太平洋戦争史4」分担執筆 朝鮮、台湾の皇民化」青木書店 1972
- 「太平洋戦争史5」分担執筆 朝鮮支配の最終段階」青木書店 1973
- 「日本民衆の歴史9」分担執筆 植民地の民衆運動 三省堂 1975
- 「日本ファシズムと東アジア」分担執筆 満州農業移民政策の展開 青木書店 1977
- 「日本史9近代4」分担執筆 戦争と植民地支配 有斐閣新書 1978
- 「日本ファッシズム1 国家と社会」分担執筆 日本ファッシズムの社会構造 大月書店 1981
- 「十五年戦争史 3」分担執筆「大東亜共栄圏の支配と矛盾」青木書店 1988
- 「日本近代史の虚像と実像 3」分担執筆 満州事変の真相 大月書店 1989
- 「日本近代史の虚像と実像 4」分担執筆 昭和天皇は何故退位しなかったのか 大月書店 1989
- 「中国20世紀史」共著者 共著者：姫田光義他8名 東京大学出版会 1993
- 「環境教育シリーズ3 社会と環境教育」分担執筆 映像と環境教育 東海大学出版会 1993
- 「近代日本の軌跡10 帝国日本とアジア」分担執筆：「日本の敗戦とアジア諸国の独立」1994
- 「昭和20年・1945年ｰ最新資料をもとに徹底検証する」分担執筆「植民地 占領地と戦争」のうち「アジア諸国から見た8月15日」小学館 1995
- 「戦後日本ｰ占領と戦後改革1 世界史の中の1945年」分担執筆「アジア太平洋戦争」岩波書店 1995
- 「日本の歴史を解く100人―再評価される歴史群像」分担執筆：「近衛文麿―なぜあいまいな貴族政治家と呼ばれるのか」文英堂 1995
- 「講座世界史8 戦争と民衆ｰ第二次世界大戦」分担執筆：「「大東亜共栄圏」論」東京大学出版会 1996
- 「拓け満蒙・新満洲・開拓」全23巻・別冊1 別冊解説 岡部牧夫、解題 小林弘二 満州移住協会編 1998
- 「The Economic(Dis) Integration of East and Southeast Asia, 1920s-1960; Politics and Practice」分担執筆 「Empire, Nation-state and National Economy in East and Southeast Asia, 1920s-1960s立教大学経済学部 1999
- 「侵略の証言ｰ中国における日本人戦犯自筆供述書」分担執筆「解説 満州国統治の実情」岩波書店 1999
- 「日本20世紀館」分担執筆「満州事変」「軍国美談の誕生」「満州国の組織」小学館 1992
- 「歴史学事典7 戦争と外交」分担執筆「侵略」「満州国」「肉弾三勇士」弘文堂 1999
- 「シリーズ歴史学の現在4 - 歴史における修正主義」分担執筆「歴史の何を、どう修正するかｰ日本近現代史研究と、“国民”の概念」青木書店 2000
- 「講座 戦争と現代3 近代日本の戦争をどう見るか」分担執筆「十五年戦争と日本の国家 国民」大月書店 2004
- 「戦後日本ｰ占領と戦後改革1 世界史の中の一九四五年」分担執筆「アジア太平洋戦争」岩波書店 2005
- 「戦後史大事典」増補新版 執筆項目「政治家の責任問題」三省堂 2005
- 「南満州鉄道会社の研究」分担執筆「序章 南満州鉄道会社の四十年」、「第1章「大豆経済」の形成と衰退ｰ大豆を通して見た満鉄」「補章 満鉄研究の歩みと課題」日本経済新聞社 2008
- 「日本植民地研究の現状と課題」分担執筆「帝国主義論と植民地研究」アテネ社 2008
- 「満州国とは何だったのか」植民地学会編 分担執筆「満州国の統治」「満州国の経済政策」「満州産業五カ年計画」「移民政策の展開」「移民の実態と中国民衆」「朝鮮人農業移民」「満州国共和会」「日本側のまとめ」小学館 2008
- 「偽満州国的真相-中日学者共同研究」分担執筆「満州国的統治」満州国的経済政策「移民政策的進展」「移民実況和中国民」「朝鮮人移民」「満州国協和会」「日本表面的解決」社会科学文献出版社 2010

### 翻訳
- リチャード・アダムズ『四季の自然』評論社 1978
  - Richard Adams　”Nature through the seasons”
- リチャード・アダムズ／ディヴィッド・A.ゴダード　絵『昼と夜の自然』評論社 1980
  - Richard Adams and M. D. Hooper　”Nature Day and Night”
- ハーバート・ビックス『昭和天皇』上下、講談社 2002、講談社学術文庫 2005（吉田裕監修、川島高峰・永井均共訳）
  - ピューリッツァー賞受賞作（2001）Herbert P. Bix　”Hirohito and the making of Modern Japan”.

## 論文
- 岡部牧夫

## 寄稿
- 雑誌『アルプ』51号1962年5月1日より、300号1983年2月まで 136編
- 雑誌『新ハイキング』47号1958年1月1日より、223号1974年5月1日まで 45編
- 新聞連載『信濃毎日新聞』文化欄 信州自然誌1981年7月7日より、1982年6月27日まで 42編
- 雑誌『世界』479号 p110、544号 p32、628号 p228、649号 p154。
- 雑誌『みすず』328号、333号、334号、360号

他の様々な雑誌への寄稿は『生涯学生　一生青春』に記載されている。
英文寄稿
- 「Our vanishing Lakeshore by reclamation」「Report of Suwa Hydro-biological Station, Shinshu Univ.」 1991
- 「Collapse of the Shinano-gawa Fishery by the Development of Hydro-resources」 「ASEH NEWS」 1991
- 「Bitter Bracken」　「The Ecologist」 18-4/5 1989